# Ghiaia di Serravalle
Il Ghiaia di Serravalle (bol La Gèra) è un torrente del sub-appennino modenese e bolognese, il principale affluente di sinistra del torrente Samoggia.

## Descrizione
Lungo complessivamente 21 km, nasce dal monte Roppio, presso Zocca, in provincia di Modena; percorre una valle abbastanza tortuosa e assai pregevole sotto l'aspetto paesaggistico (come del resto tutto il suo bacino idrografico), passando sotto gli abitati di Guiglia, in provincia di Modena e Castello di Serravalle, in provincia di Bologna. Termina il suo corso nel Samoggia, presso Monteveglio.
Possiede un regime idraulico marcatamente torrentizio con portate che praticamente si azzerano in estate, ma che possono raggiungere diversi metri cubi al secondo durante le piene.

## Storia
Presso le sue rive, in località Zappolino (una frazione nei pressi del comune di Monteveglio), avvenne, al calar della notte di venerdì 15 novembre 1325, la battaglia (nota, appunto, come Battaglia di Zappolino) fra le milizie ghibelline modenesi (comandate dal Signore di Mantova e Modena Passerino Bonaccolsi e spalleggiate dagli Este e dai Visconti, ma anche da membri delle famiglie bolognesi Pepoli e Gozzadini) e le milizie guelfe bolognesi, romagnole e fiorentine: queste ultime furono massacrate (3000 morti).
Questo episodio tragico (pare che i guelfi, accerchiati dal nemico appostato sulle colline circostanti, siano stati massacrati a tradimento mentre dormivano) diede lo spunto al commediografo modenese Alessandro Tassoni (1565-1635) per scrivere, nel 1614, il suo capolavoro, denominato poema eroicomico in ottave La secchia rapita, con riferimento al ratto di una secchia, da parte delle milizie ghibelline, avvenuto presso le mura di Bologna, alla Porta san Felice e portato a Modena come bottino di guerra e successivamente esposto nella Ghirlandina.